# Argiope florida
Argiope florida es una especie de araña araneomorfa género Argiope, familia Araneidae. Fue descrita científicamente por Chamberlin & Ivie en 1944.
Habita en los Estados Unidos (Carolina del Norte a Florida, al oeste de Luisiana, también Arizona).